# قزقاوه
قزقاوه یا محمدآباد روستایی است در استان خراسان رضوی ایران واقع شده.
این روستا در دهستان بالاجام بخش نصرآباد شهرستان تربت جام واقع شده‌است.